# Blanca
Blanca je naselje v Občini Sevnica. Skozi Blanco teče potok Blanščica, ki se izliva v reko Savo. Blanca ima svojo železniško postajo na železniški progi med Zagrebom in Ljubljano.
V naselju je na reki Savi Hidroelektrarna Blanca, ki je bila pred otvoritvijo prizorišče »Zadnjega spusta po Savi«, ki se je končal kot najhujša nesreča na vodi v Sloveniji doslej.